# Eremophila dielsiana
Eremophila dielsiana là một loài thực vật có hoa trong họ Huyền sâm. Loài này được (Kraenzl.) C.A.Gardner mô tả khoa học đầu tiên năm 1931.